# Lorens Faxe (1888–1974)
Lorens Faxe, född 14 juli 1888 i Malmö S:t Petri församling, död där 24 november 1974, var en svensk ingenjör och industriman. Han var son till Lorens Faxe (1850–1923).
Han gifte sig med Vira Faxe den 16 oktober 1919.
Faxe studerade från 1908 kemiteknik vid tekniska högskolan i Dresden, varifrån han utexaminerades 1912. Han var ingenjör vid Svenska Sockerfabriks AB 1912–1913, vid Hasslarps sockerfabrik 1913–1914, chef och ägare av L. Faxe J:or Kemiska Laboratorium 1914, verkställande direktör för Oljeraffinaderi AB Union i Malmö från 1915, för Faxe & Co AB från 1918 och för AB Kristallin från 1924. Han var ordförande i Södra Sveriges kemisk-tekniska fabriksförening från 1932 och styrelseledamot i Tvättmedels-, tvål- och stearinindustrins råvaruförening från 1940. Faxe är begravd på Sankt Pauli mellersta kyrkogård i Malmö.